# FK Moscou
Maillots
Le Futbolny klub Moscou (en russe : Футбольный клуб «Москва») était un club russe de football basé à Moscou né en 1997 sous le nom  FK Torpedo-ZIL. En 2003, il prend le nom de FK Torpedo-Metallurg et en 2004, à la suite de l'implication de la Municipalité de Moscou dans le club, il devient le FK Moscou. Leur meilleur parcours en championnat date de 2007 où ils terminent à la 4e place.

## Historique

### Noms
- 1997 : fondation du club sous le nom de FK Torpedo-ZIL Moscou
- 2003 : le club est renommé FK Torpedo-Metallurg Moscou
- 2004 : le club est renommé FK Moscou
- 2010 : le club cesse ses activités.

### Logos

Torpedo-ZIL (1997-2002)
Torpedo-Metallourg (2003)
2004-2010

## Bilan sportif

### Classements en championnat
La frise ci-dessous résume les classements successifs du club en championnat.

### Bilan par saison
| Saison | Championnat | Championnat | Championnat | Championnat | Championnat | Championnat | Championnat | Championnat | Championnat | Championnat | Coupe de Russie     | Coupe d'Europe | Coupe d'Europe |
| Saison | Division    | Pos         | Pts         | J           | V           | N           | D           | BP          | BC          | Diff        | Coupe de Russie     | C              | Résultat       |
| ------ | ----------- | ----------- | ----------- | ----------- | ----------- | ----------- | ----------- | ----------- | ----------- | ----------- | ------------------- | -------------- | -------------- |
| 1997   | 4e Zone 3   | 3e          | 77          | 40          | 23          | 8           | 9           | 77          | 29          | +48         | —                   | —              | —              |
| 1998   | 3e Ouest    | 1er         | 90          | 40          | 28          | 6           | 6           | 90          | 30          | +60         | Troisième tour      | —              | —              |
| 1999   | 2e          | 4e          | 82          | 42          | 23          | 13          | 6           | 67          | 27          | +40         | Quatrième tour      | —              | —              |
| 2000   | 2e          | 2e          | 80          | 38          | 24          | 8           | 6           | 62          | 28          | +34         | Quatrième tour      | —              | —              |
| 2001   | 1re         | 14e         | 31          | 30          | 7           | 10          | 13          | 22          | 35          | -13         | Cinquième tour      | —              | —              |
| 2002   | 1re         | 14e         | 28          | 30          | 6           | 10          | 14          | 20          | 39          | -19         | Quarts de finale    | —              | —              |
| 2003   | 1re         | 14e         | 29          | 30          | 8           | 5           | 17          | 25          | 39          | -14         | Quatrième tour      | —              | —              |
| 2004   | 1re         | 9e          | 40          | 30          | 10          | 10          | 10          | 38          | 39          | -1          | Cinquième tour      | —              | —              |
| 2005   | 1re         | 5e          | 50          | 30          | 14          | 8           | 8           | 36          | 26          | +10         | Seizièmes de finale | —              | —              |
| 2006   | 1re         | 6e          | 43          | 30          | 10          | 13          | 7           | 41          | 37          | +4          | Seizièmes de finale | CI             | Troisième tour |
| 2007   | 1re         | 4e          | 52          | 30          | 15          | 7           | 8           | 40          | 32          | +8          | Finale              | —              | —              |
| 2008   | 1re         | 9e          | 38          | 30          | 9           | 11          | 10          | 34          | 36          | -2          | Quarts de finale    | C3             | Premier tour   |
| 2009   | 1re         | 6e          | 48          | 30          | 13          | 9           | 8           | 39          | 28          | +11         | Demi-finales        | —              | —              |
| 2010   | 4e Moscou A | 3e          | 64          | 28          | 21          | 1           | 6           | 75          | 28          | +47         | —                   | —              | —              |

Légende
- Deuxième/finaliste de la compétition
- Promotion en division supérieure
- Relégation en division inférieure

### Bilan en compétition européennes
Note : dans les résultats ci-dessous, le score du club est toujours donné en premier (D : domicile ; E : extérieur).
| Saison    | Compétition     | Tour            | Club           | Aller     | Retour    | Total |
| --------- | --------------- | --------------- | -------------- | --------- | --------- | ----- |
| 2006-2007 | Coupe Intertoto | Deuxième tour   | MTZ-RIPA Minsk | 2 - 0 (D) | 1 - 0 (E) | 3 - 0 |
| 2006-2007 | Coupe Intertoto | Troisième tour  | Hertha Berlin  | 0 - 0 (E) | 0 - 2 (D) | 0 - 2 |
| 2008-2009 | Coupe UEFA      | Deuxième tour Q | Legia Varsovie | 2 - 1 (E) | 2 - 0 (D) | 4 - 1 |
| 2008-2009 | Coupe UEFA      | Premier tour    | FC Copenhague  | 1 - 2 (D) | 1 - 1 (E) | 2 - 3 |

Légende
- Victoire ou qualification pour le tour suivant
- Match nul
- Défaite ou élimination de la compétition

### Palmarès
- Coupe de Russie de football
  - Finaliste : 2007.
- Championnat de Russie D2
  - Vice-champion : 2000.
- Championnat de Russie D3
  - Champion : 1998 (zone Ouest).

## Personnalités du club

### Entraîneurs
La liste suivante présente les différents entraîneurs connus du club.
- Sergueï Petrenko (février 1997-septembre 1998)
- Boris Ignatiev (septembre 1998-décembre 2000)
- Yevhen Kucherevskyi (décembre 2000-novembre 2001)
- Vadim Nikonov (novembre 2001-décembre 2002)
- Sergueï Aleinikov (décembre 2002-mai 2003)
- Valentin Ivanov (mai 2003-août 2003)
- Aleksandr Ignatenko (août 2003-décembre 2003)
- Valeri Petrakov (décembre 2003-juillet 2005)
- Leonid Sloutski (juillet 2005-novembre 2007)
- Oleg Blokhine (décembre 2007-novembre 2008)
- Miodrag Božović (novembre 2008-février 2010)
- Aleksandr Poloukarov (février 2010-mars 2010)
- Nikolaï Vassiliev (mars 2010-décembre 2010)

### Anciens joueurs
- Roman Adamov (2006-2008)
- Piotr Bystrov (en) (2006-2008)
- Sergueï Choustikov (2001-2004)
- Dmitri Godounok (en) (2005-2008)
- Dmitri Kiritchenko (2005-2006)
- Oleg Kouzmine (2004-2008)
- Kirill Nababkine (2004-2009)
- Sergueï Semak (2006-2008)
- Pablo Barrientos (2006-2009)
- Héctor Bracamonte (en) (2004-2009)
- Maxi López (2007-2009)
- Emin Agayev (1999-2001)
- Yuri Zhevnov (2005-2009)
- Branislav Krunić (2007-2009)
- Munever Rizvić (en) (2001-2004)
- Jerry-Christian Tchuissé (en) (2004-2006)
- Edgaras Česnauskis (2008-2009)
- Alexandru Epureanu (2007-2009)
- Stanislav Ivanov (2004-2008)
- Radu Rebeja (2004-2008)
- Isaac Okoronkwo (2006-2009)
- Mariusz Jop (2004-2009)
- Pompiliu Stoica (2004-2008)
- Tomáš Čížek (en) (2006-2008)
- Maksym Biletskyi (en) (2001-2005)
- Oleksandr Pomazun (en) (1999-2001)